# Prophets, Seers & Sages: The Angels of The Ages
Prophets, Seers & Sages - The Angels of The Ages este al doilea album al trupei Tyrannosaurus Rex cu Marc Bolan (voce, chitară) și Steve Peregrin Took (bongos, tobe Africane, kazoo, gong Chinez). A fost lansat pe 14 octombrie 1968.

## Tracklist
1. "Deboraarobed" (3:33)
2. "Stacey Grove" (1:59)
3. "Wind Quartets" (2:57)
4. "Conesuela" (2:25)
5. "Trelawney Lawn" (1:46)
6. "Aznageel The Mage" (1:59)
7. "The Friends" (1:19)
8. "Salamanda Palaganda" (2:15)
9. "Our Wonderful Brownskin Man" (0:51)
10. "Oh Harley (The Saltimbanques)" (2:19)
11. "Eastern Spell" (1:41)
12. "The Travelling Tragition" (1:48)
13. "Juniper Suction" (1:13)
14. "Scenes of Dynasty" (4:07)

- Toate cântecele au fost compuse de Marc Bolan.